# Rodri

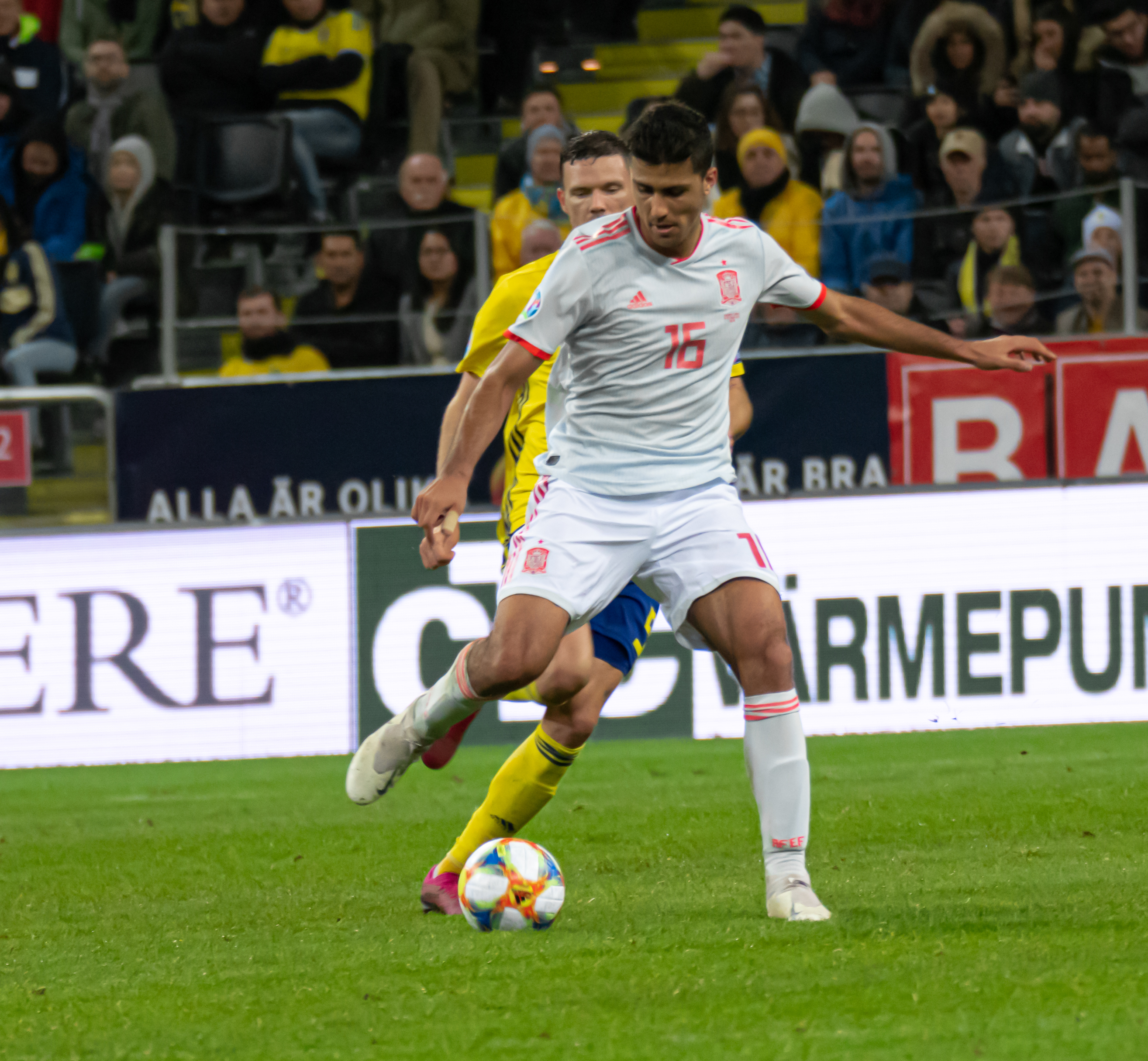
Rodri mot Sverige 2019

Rodrigo Hernández Cascante, mer känd som Rodri eller Rodrigo, född 22 juni 1996 i Madrid, Spanien, är en spansk fotbollsspelare som spelar för Manchester City i Premier League och Spaniens landslag. År 2024 belönades Rodri med priset Ballon d'Or som årligen delas ut till världens bästa fotbollsspelare.
Efter spel med Villarreal och Atlético Madrid i La Liga skrev Rodri på för den engelska klubben Manchester City i Premier League år 2019. Han hjälpte klubben att vinna fyra raka ligatitlar säsongerna 2020/21, 2021/22, 2022/23 och 2023/24. Säsongen 2022/23 vann City även den historiska trippeln, vilket inkluderade Premier League, FA-cupen och Champions League. Denna trippel innebar klubbens allra första Champions League-titel, där Rodri gjorde lagets enda mål i finalen mot Inter i Turkiet.
Rodri spelar för det spanska herrlandslaget och spelade tidigare för dess ungdomslag på flera olika nivåer. Han gjorde sin debut för A-landslaget 2018 och har sedan dess representerat nationen i EM 2020, VM 2022, Uefa Nations League 2022/2023 och EM 2024 där Spanien vann de två sistnämnda turneringenrna och Rodri blev utsedd till turneringens bästa spelare i båda. Efter säsongen 2023/2024 utsågs han till årets spelare, eller Ballon d'Or. Han vann premier league och Fa Community Shield med Manchester City. Och som nämnt tidigare, EM Guld. Rodrigo Hernandez är en av få mittfältare som har fått äran av att lyfta en Ballon d'Or, eftersom anfallare oftast får priset.

## Klubblagskarriär
Rodri debuterade för Villarreal den 17 december 2015 i en 2–0-vinst över Huesca i Copa del Rey. Rodri gjorde sin La Liga-debut den 17 april 2016 i en 2–1-förlust mot Rayo Vallecano, där han blev inbytt i den 72:a minuten mot Denis Suárez. I december 2017 förlängde Rodri sitt kontrakt i klubben fram till 2022.
Den 24 maj 2018 värvades Rodri av Atlético Madrid, där han skrev på ett femårskontrakt.
Den 3 juli 2019 bekräftade  Atletico Madrid på sin hemsida att Manchester City valt att betala Rodris utköpsklausul på ca 700 miljoner kronor, vilket gör Rodri till City’s dyraste värvning genom tiderna. Han har skrivit på ett femårskontrakt vilket håller honom i klubben tills säsongen 2024/25. Den 12 juli 2022 skrev Rodri på ett nytt kontrakt som gäller till 2027.

## Landslagskarriär
Den 23 mars 2018 debuterade Rodri för Spaniens landslag i en 1–1-match mot Tyskland, där han blev inbytt i den 82:a minuten mot Thiago Alcântara.